# Charchów Księży
Charchów Księży (dawniej Karchów Kanoniczy, powiat szadkowski) – wieś w Polsce położona w województwie łódzkim, w powiecie poddębickim, w gminie Zadzim.
| SIMC    | Nazwa            | Rodzaj    |
| ------- | ---------------- | --------- |
| 0720214 | Budy Bratkowskie | część wsi |

Prywatna wieś duchowna Karchów Kanoniczy, własność kapituły kolegiaty uniejowskiej, położona była w powiecie szadkowskim województwa sieradzkiego w końcu XVI wieku. W latach 1975–1998 miejscowość administracyjnie należała do województwa sieradzkiego.
W 1783 roku wieś kościelna. Do folwarku należy ziemi ornej 317 mórg, do osad włościan 150 mórg. Jest 15 domów 156 mieszkańców. Wieś należała do kolegiaty uniejowskiej. W początkach XVIII w. dostała się Załuskim, potem Droszewskim, następnie Gogólskim.
Pierwsze wzmianki o wsi pochodzą  w dokumentach z 1136 roku (K. W. n. 7). Dawna posiadłość arcybiskupa gnieźnieńskiego.